# Sans Souci (Santa Lucía)
Sans Souci es una localidad de Santa Lucía que forma parte del distrito de Gros Islet.

## Toponimia
La localidad también es conocida por el nombre de La Borne/Sans Souci.